# F. S. Collier
F. S. Collier (* um 1875; † nach 1902) war ein englischer Badmintonspieler.

## Karriere
F. S. Collier gehörte zu den bedeutendsten Badmintonspielern in der Anfangszeit der Sportart. Er gewann die Herrendoppelkonkurrenz  bei den All England in den Jahren 1900, 1901 und 1902 sowie die Mixedkonkurrenz 1901.

## Sportliche Erfolge
| Saison | Veranstaltung | Disziplin    | Platz | Name                                     |
| ------ | ------------- | ------------ | ----- | ---------------------------------------- |
| 1900   | All England   | Herrendoppel | 1     | H. L. Mellersh / F. S. Collier           |
| 1901   | All England   | Mixed        | 1     | F. S. Collier / Ellen Mary Stawell-Brown |
| 1901   | All England   | Herrendoppel | 1     | H. L. Mellersh / F. S. Collier           |
| 1902   | All England   | Herrendoppel | 1     | H. L. Mellersh / F. S. Collier           |